# What's Your Story?
What's Your Story? je debitantski studijski album mariborske pop punk skupine Trash Candy, izdan septembra 2011 v samozaložbi.

## Seznam pesmi
Vse pesmi je napisala skupina Trash Candy, razen, kjer je posebej navedeno.
| Št. | Naslov                  | Dolžina |
| --- | ----------------------- | ------- |
| 1.  | „Fighting with Forever‟ | 4:34    |
| 2.  | „How Can I‟             | 3:40    |
| 3.  | „Once Again‟            | 3:25    |
| 4.  | „Consider It Done‟      | 3:04    |
| 5.  | „A Perfect Day‟         | 3:44    |
| 6.  | „Why Bother Trying?‟    | 3:14    |
| 7.  | „False Impressions‟     | 4:14    |
| 8.  | „Promises‟              | 4:10    |
| 9.  | „Dance‟                 | 2:39    |
| 10. | „Going Nowhere‟         | 5:01    |

## Zasedba

### Trash Candy
- Pija Tušek — vokal
- Jernej Metež — kitara
- Martin Potočnik — kitara
- Tine Matjašič — bas kitara
- Niko Rakušček — bobni